# Flughafen Warschau-Modlin

i7
i11
i13
Der Flughafen Warschau-Modlin (IATA-Code: WMI, ICAO-Code: EPMO) ist ein polnischer Verkehrsflughafen etwa 33 km nordwestlich der Hauptstadt Warschau. Er wird hauptsächlich von Billigfluggesellschaften genutzt.

## Geschichte
Auf dem Gelände des ehemaligen Militärflugplatzes Modlin ist der moderne Neubau eines Zivilflugplatzes entstanden. Er liegt nordwestlich von Warschau und nördlich Modlin einem Dorf der Gemeinde Nowy Dwór Mazowiecki und ist von Interesse für Billigfluggesellschaften wie die irische Ryanair oder die ungarische Wizz Air. Dazu hat das Luftfahrtamt ULC (Urząd Lotnictwa Cywilnego) Ende Oktober 2006 eine vorläufige Genehmigung erteilt. Zur Errichtung und zum Betrieb des Flughafens wollen die polnische Flughafenverwaltung PLL, die Agentur für Militärvermögen AMW, die Verwaltung der Woiwodschaft Masowien und die Stadt Nowy Dwór Mazowiecki die Gesellschaft Mazowiecki Port Lotniczy Warszawa-Modlin gründen. PLL, AMW und Woiwodschaftsverwaltung sollen jeweils 31 % der Anteile halten, die Gemeinde Nowy Dwór Mazowiecki 5 %. Die Woiwodschaftsverwaltung bringt ihr Kapital in Form von Bargeld ein, das Amt für Militärvermögen in Form von Grund und Boden. Der Flughafen wurde nach umfangreichen Bauarbeiten am 17. Juli 2012 eröffnet. Der Terminal entstand nach dem Entwurf von Kuryłowicz & Associates.
Am 23. Dezember 2012 wurde aufgrund baulicher Mängel ein Teil der Start- und Landebahn durch die Aufsichtsbehörden gesperrt, was die Nutzung des Flughafens durch größere Passagiermaschinen unmöglich machte. Ryanair und Wizz Air verlagerten ihre Flüge zum Flughafen Warschau-Chopin zurück. Die Reparaturarbeiten sollten bis zum 31. Mai 2013 andauern, wurden dann erst Anfang Juli 2013 abgeschlossen. Ryanair blieb bis zum 29. September 2013 am Flughafen Warschau-Chopin und kehrte dann nach Modlin zurück; Wizz Air dagegen gab die Basis in Modlin ganz auf und verkehrt seitdem wieder ab Warschau-Chopin.

## Fluggesellschaften und Ziele
Der Flughafen Warschau-Modlin ist neben dem größeren Chopin-Flughafen Warschau der zweite Flughafen der polnischen Hauptstadt. Er soll diesen entlasten und in erster Linie von Billigfluggesellschaften genutzt werden.
Zur Eröffnung 2012 verlagerten Wizz Air und Ryanair ihre Flüge vom Chopin-Flughafen nach Modlin. Seit 2013 ist Ryanair die einzige verbliebene Fluggesellschaft.
Im Jahr 2018 war Modlin mit 3.080.699 Passagieren der sechstgrößte Flughafen in Polen.

## Verkehrszahlen
| Jahr                              | Fluggastaufkommen | Fluggastaufkommen | Luftfracht (Tonnen) | Luftfracht (Tonnen) | Flugbewegungen | Flugbewegungen |
| --------------------------------- | ----------------- | ----------------- | ------------------- | ------------------- | -------------- | -------------- |
| 2018                              | 3.080.699         | 0.00+5,09 %       | 0                   |                     | 18.373         | 0.00+6,33 %    |
| 2017                              | 2.931.503         | 0.00+2,53 %       | 0                   |                     | 17.279         | 0.00-1,50 %    |
| 2016                              | 2.859.191         | 0.0+10,42 %       | 0                   |                     | 17.543         | 0.00+7,71 %    |
| 2015                              | 2.589.286         | 0.0+51,98 %       | 0                   |                     | 16.288         | 0.0+46,11 %    |
| 2014                              | 1.703.743         | 0+394,46 %        | 0                   |                     | 11.148         | 0+361,61 %     |
| 2013                              | 344.566           | 0.0-59,82 %       | 0                   |                     | 2.415          | 0.0-62,14 %    |
| 2012                              | 857.481           | 857.481           | 0                   | 0                   | 6.379          | 6.379          |
| Quelle: Urząd Lotnictwa Cywilnego |                   |                   |                     |                     |                |                |